# Klasztor oo. redemptorystów w Braniewie
Klasztor oo. redemptorystów w Braniewie – dom zakonny Zgromadzenia Najświętszego Odkupiciela w Braniewie pw. św. Klemensa Marii Hofbauera.

## Historia do 1939 roku
Geneza sprowadzenia zakonu redemptorystów do Braniewa sięga roku 1917. Wówczas to księża w Braniewie, będący pod wielkim wrażeniem rekolekcjonisty ze Śląska ojca redemptorysty Heinricha Gluchnika (1875–1941), wyszli z inicjatywą, aby podmiejskie sanktuarium św. krzyża przekazać właśnie temu zgromadzeniu. Biskup warmiński Augustinus Bludau, który był pierwotnie niechętny zakonom, zwłaszcza misyjnym, i przedtem dwukrotnie odmawiał werbistom zgody na osiedlenie się diecezji, z czasem zaczął pozytywnie się odnosić do tego typu inicjatyw. Oprócz zgody dla werbistów przychylił się też do osiedlenia się w swojej diecezji franciszkanów, pallotynów i właśnie redemptorystów.
Ubiegający się o zgodę na utworzenie klasztoru w Braniewie o. Brors (1862–1941) powołał się przy tym na wcześniejsze związki redemptorysty św. Klemensa Marii Hofbauera z Warmią. Mianowicie pośród uczniów redemptorysty Hofbauera w Warszawie znajdowali się również warmińscy adepci do stanu duchownego, niektórych z nich o. Hofbauer pozostawał też spowiednikiem. Da się potwierdzić przynajmniej osiem powołań z Warmii osób, którzy wstąpili do klasztoru przy kościele św. Benona w Warszawie.
7 stycznia 1922 przybył do Braniewa ojciec Adolf Brors z dolnoniemieckiej prowincji redemptorystów z siedzibą w Bonn (Niederdeutsche Ordensprovinz). Uzyskawszy zgodę biskupa Bludaua, przejął od dziekana braniewskiego Aloysa Schulza znajdujący się na obrzeżach miasta niewielki kościółek św. Krzyża. Do klasztoru o. Brors dokupił 5 mórg ziemi na wschód od klasztoru, pomiędzy drogą a wałem nad Pasłęką, przez który to teren przepływał Czerwony Rów.
Dekretem z dnia 31 lipca 1923 roku biskup Bludau dokonał kanonicznego wprowadzenia redemptorystów na nową placówkę w Braniewie. 6 września 1923 zezwolenia udzieliła watykańska kongregacja dla zakonników, a 11 września zgodę wydał generał redemptorystów ojciec Patryk Murray i tę datę przyjmuje się jako utworzenie wspólnoty redemptorystów w Braniewie. Jej pierwszym przełożonym został o. Adolf Brors. Po reorganizacji struktury Zgromadzenia Redemptorystów w 1933 roku klasztor w Braniewie wszedł – razem z klasztorami w Bardzie, Wrocławiu, Gliwicach i Paczkowie – w skład nowo powołanej Wiceprowincji Wrocławskiej. Przełożonym wiceprowincji został o. Heinrich Mußhoff (1866–1941).
Redemptoryści w Braniewie zapoczątkowali nowy okres w dziejach sanktuarium. Już 22 maja 1923, zanim zapadły wszystkie formalno-prawne decyzje, została wbita pierwsza łopata pod budowę domu zakonnego przylegającego do świątyni. Gdy 12 października 1923 roku ukończono południowe skrzydło klasztoru, wprowadzili się do niego zakonnicy i odtąd przejęli sprawowanie nabożeństw w kościele (do tej pory zamieszkiwali w przytułku św. Elżbiety). Drugie skrzydło klasztoru wybudowano w 1924 roku, a zostało wykończone i zamieszkane przez zakonników w lutym 1925 roku. Klasztor został wybudowany według planów budowniczego rządowego (Regierungsbaumeister) Keibela, a budowa realizowana przez architekta Ernsta Kuhnigha z Braniewa. Nowo wybudowany klasztor poza mieszkaniami dla ojców i braci zakonnych posiadał też pokoje dla rekolektantów. W części rekolekcyjnej klasztoru było 20 miejsc dla gości.
Klasztor został poświęcony niemieckiemu redemptoryście czeskiego pochodzenia Klemensowi Hofbauerowi. Na stałe zamieszkiwało klasztor 4 ojców i 4 braci. Bryła klasztoru nawiązywała charakterem do obiektu kościoła i połączona została z kościołem parterowymi łącznikami, wydzielającymi między nimi niewielki dziedziniec (tzw. „kwadrat”). Po wybudowaniu klasztoru redemptoryści przywrócili też świątynię do stanu świetności (naprawili uszkodzony dach oraz ubytki w murach, odnowili wnętrze) oraz rozpropagowali kult cudownego obrazu Trójcy Świętej. Do rozpropagowania kultu obrazu Trójcy Świętej przyczynił się znacznie również pierwszy przełożony klasztoru o. Adolf Brors, wydając drukiem opracowanie o tym świętym miejscu pt. Die Wallfahrt zur Heilig-Kreuz-Kirche- bei Braunsberg (Ostpreußen). Wydana w 1927 roku książeczka formatu kieszonkowego zawierała oprócz części poświęconej historii sanktuarium również modlitwy i pieśni ku czci Jezusa.

## Lata 1939–1945
Przez niespełna dwie dekady niemieccy redemptoryści mogli poświęcać się spokojnej posłudze duszpasterskiej i misyjnej. W 1939 wybuchła II wojna światowa. Sam klasztor znacznie opustoszał, gdyż część braci zakonnych zostało wcielonych do Wehrmachtu, pozostało w nim tylko kilku ojców. Ponieważ gmach nowego seminarium diecezjalnego w Braniewie z 1932 roku zajęło wojsko, to klerycy diecezjalni zamieszkali czasowo w klasztorze redemptorystów, który na czas wojny stał się ich domem i miejscem studiów. W 1941, po wybuchu wojny Niemiec z ZSRR, większą część klasztoru przejęło wojsko. Na początku maja 1944 w klasztorze urządzono prowizoryczny szpital dla dzieci. Wkrótce, gdy do Prus Wschodnich zbliżał się front Armii Czerwonej, w klasztorze pojawili się ponowie żołnierze Wehrmachtu.
5 lutego 1945 rozpoczęło się systematyczne bombardowanie miasta przez radzieckie bombowce. Jedna z bomb spadła na ogród przyklasztorny, druga zaś wybuchła tuż obok murów klasztoru, poważnie uszkadzając strukturę budynku. Wkrótce potem niemieccy redemptoryści opuścili klasztor. Pozostał jedynie rektor klasztoru – ojciec Karl Alltmann, posługując jako ostatni kapłan w mieście.
Kościół św. Krzyża i klasztor, znajdując się na uboczu miasta, uniknęły zburzenia w trakcie przejścia frontu Armii Czerwonej, jednak znacznie ucierpiały, najpierw podczas bombardowań powypadała większość szyb z okien, później na skutek grabieży i dewastacji przez barbarzyńskich radzieckich żołdaków, szukających złota i wszelkich możliwych do zrabowania trofeów. Nie mogąc otworzyć tabernakulum w świątyni, zrobili w nim dziurę z boku i dokonali świętokradztwa. Łupem czerwonoarmistów padła również część wyposażenia klasztoru, którzy ponadto aresztowali i wywieźli pozostałego w klasztorze rektora ojca Altmanna. Najstarsza relikwia świątyni – obraz Tron Łaski – przetrwała, gdyż obraz ten został ukryty w szybie wentylacyjnym przy piecu.
Tuż po zakończeniu działań wojennych, 19 maja 1945, jeden zakonnik o. Max Casper, powrócił, obejmując duszpasterstwo nad mieszkańcami miasta. Zabrał on z ukrycia w kościele najcenniejszy obraz ze świątyni Tron Łaski i przeniósł go do nowomiejskiego kościółka w centrum miasta. Tam umieścił obraz oraz zaczął remontować ten kościółek, aby odprawiać w nim msze św. dla ludności, gdyż klasztor po zniszczeniach wojennych nie nadawał się do sprawowania obrzędów liturgicznych – pozbawiony dachu był wystawiony na deszcze i śnieg. Podczas prac zniszczony wojną i niedostatkiem pożywienia organizm kapłana osłabł. Ojciec Casper ciężko zachorował i wkrótce zmarł, dnia 4 lipca 1945 roku. Pochowany został na cmentarzu św. Rocha (cmentarz przy ul. Olsztyńskiej). Później grób o. Caspra został przeniesiony do alejki oo. redemptorystów na cmentarz przy ul. Morskiej, gdzie znajduje się do dziś.
Od osiedlenia się w Braniewie pierwszego redemptorysty w 1922 do roku 1945 przebywało w mieście łącznie 17 ojców zakonnych oraz 8 braci koadiutorów.

## Historia po 1945 roku
Po wojnie decyzję o przywróceniu do użytku kościoła św. Krzyża i klasztoru podjął w 1946 roku prowincjał o. Franciszek Marcinek. 22 marca 1946 roku przybyli do Braniewa i przejęli kościół i klasztor, opuszczony po niemieckich zakonnikach, pierwsi polscy dwaj zakonnicy redemptoryści z prowincji warszawskiej – ojciec Sochacki i brat Zygadło.
Placówka znajdowała się wówczas w opłakanym stanie. Pomimo że obiekt klasztorny nie uległ zbombardowaniu ani trafiony ostrzałem artyleryjskim podczas wojny, był zniszczony i zdewastowany. W budynku klasztornym zalegał gruz, glina, popiół i niedopalone belki stropowe wskutek pożaru, który strawił dach klasztoru. Ponadto obiekt pozostawiony przez niemal rok bez opieki został ogołocony z całego wyposażenia. Kuchnia nosiła ślady obecności czerwonoarmistów, którzy zaadaptowali ją i jej wyposażenie na bimbrownię. Kompletnie zniszczone od pożaru było drugie piętro, zdewastowane tabernakulum w domowej kaplicy. Jedynie ocalała biblioteka klasztorna, która wydawała się pozostawać poza zainteresowaniem sowieckich żołnierzy, jak i polskich szabrowników, oraz dwa działające piece centralnego ogrzewania w piwnicy klasztoru.
Kościół znajdował się w nieco lepszym stanie, gdyż zagospodarowany był jako budynek gospodarczy (lamus) i magazyn płodów rolnych, a tym samym uchroniony przed przypadkowymi wandalami. Budynek świątyni był wprawdzie kompletny z zewnątrz, to jednak jego wnętrze przedstawiało przygnębiający widok. Główny ołtarz był zniszczony, tabernakulum w nim miało wyrwane drzwiczki i było ogołocone. Dwa ołtarze boczne były spalone, dwa zachowały się w nieco lepszym stanie, lecz były także ogołocone z wyposażenia ruchomego.
Redemptoryści wraz z mieszkańcami miasta i pobliskich wiosek odrestaurowali sanktuarium. Odnowione zostały m.in. organy, które w czasie wojny bardzo ucierpiały. Naprawiono kopułę świątyni uszkodzoną przez pociski. 7 kwietnia 1946 powrócił z kościoła Świętej Trójcy cudowny obraz Tron Łaski w procesji prowadzonej przez braniewskiego proboszcza ks. Aleksandra Kulczyńskiego. W procesji oprócz wiernych wziął udział pluton wojska i przedstawiciele miejscowych władz. Od następnego dnia – po ponad rocznej przerwie – w świątyni znów rozpoczęto odprawianie mszy świętych.
Gorzej przedstawiała się rzecz z remontem spalonego klasztoru. Początkowo o. Sochacki oraz br. Zygadło zamieszkiwali w domu położonym w pobliżu klasztoru. Do odbudowy klasztoru o. Józef Sochacki zabrał się dopiero po zakończeniu prac polowych jesienią 1946 roku. Już pod koniec grudnia klasztor przykryto dachem. Wnętrze zaczęto urządzać w 1947 roku, z końcem tego roku klasztor był już zelektryfikowany i wyposażony w system wodociągowo-kanalizacyjny. W 1948 zabrano się za urządzanie drugiego piętra klasztoru. Było to konieczne, gdyż klasztor stał się w tym roku siedzibą nowicjatu.
19 marca 1950 utworzona została parafia zakonna. Redemptoryści objęli swoją posługą duszpasterską m.in. takie miejscowości jak: Nowa Pasłęka, Żelazna Góra, Podgórze, Klejnowo, a w 1952 objęli również parafię w Chruścielu (do roku 1959). Stan osobowy klasztoru w 1953 roku przedstawiał się następująco: 6 ojców redemptorystów, 7 braci (bracia zakonni mieli przydzielone indywidualne funkcje: kierowca, ogrodnik, piekarz, szewc, zakrystianin i gospodarz plus 2 braci nowicjuszy) oraz 20 postulantów.
19 czerwca 1959 roku klasztor został upaństwowiony przez komunistyczne władze państwowe. Ponieważ zakonnicy nie zamierzali płacić państwu czynszu, dosięgło ich szereg szykan ze strony władz, włącznie z prowokacjami i aresztowaniami pod różnym pretekstem poszczególnych ojców redemptorystów.
13 marca 1988 w klasztorze wybuchł pożar, który doszczętnie strawił zakrystię. Zniszczeniu uległy między innymi szafy z szatami, 4 feretrony (obrazy), dekoracje okolicznościowe, kobierzec ślubny, witraże okienne i dębowe drzwi. Uszkodzony został także dach nad zakrystią. Na szczęście ogień nie przedostał się do świątyni ani klasztoru. W gaszeniu pożaru brały udział jednostki straży pożarnej z Braniewa, Fromborka i Gronowa.
Według stanu na 2023 rok braniewska wspólnota redemptorystów liczy 6 osób – pięciu ojców i jednego brata zakonnego.

### Nowicjat (1948–1971)
Inicjatorem utworzenia nowicjatu polskiej prowincji redemptorystów w klasztorze w Braniewie był ojciec Stanisław Solarz, który następnie został pierwszym mistrzem nowicjatu. 15 lipca 1948 przyjechali koleją do klasztoru w Braniewie pierwsi nowicjusze. Już 1 sierpnia odbyły się obłóczyny pierwszych 20 nowicjuszy, czyli uroczystość przywdziania habitów zakonnych. Przez kolejne 23 lata kandydaci do życia zakonnego w zgromadzeniu redemptorystów będą ich drogę do życia konsekrowanego rozpoczynać w tym klasztorze. Liczba kandydatów była różna – w 1948 roku 40 seminarzystów, a w 1950 – 31. Najmniej powołań, bo tylko dwa, było w roku 1957, po trudnych latach stalinowskich represji. Nowicjusze zajmowali pokoje na drugim piętrze klasztoru, podczas gdy ojcowie i bracia piętro pierwsze. Zwykły dzień w nowicjacie rozpoczynał się już o godzinie 4.30. Po odmówieniu wspólnej modlitwy w kaplicy nowicjackiej odbywały się nakazane regułą rozmyślania i ćwiczenia duchowe. Program przewidywał również wspólne odmawianie modlitw brewiarzowych w nakazanych porach doby. Dzień nowicjacki kończył się o godzinie 19.30. 5 października 1949 rozpoczęto po raz pierwszy wykłady łaciny dla nowicjuszy. Ponadto przynajmniej raz w roku nowicjat w Braniewie był wizytowany przez ojca prowincjała. W latach 1955–1957 nowicjat był realizowany w domu zakonnym w Łomnicy-Zdrój koło Nowego Sącza. W marcu 1957 nowicjat powrócił do klasztoru w Braniewie, dzięki zabiegom ówczesnego magistra nowicjatu, ojca Alfonsa Ziobra, który sprawował tę funkcję do roku 1965. Na tym stanowisku zastąpił go o. Antoni Bazielich, historyk i formator kolejnych pokoleń wstępujących do Zgromadzenia Najświętszego Odkupiciela. Nowicjat zgromadzenia znajdował się w Braniewie do roku 1971, kiedy to został ostatecznie przeniesiony najpierw do Łomnicy-Zdroju, a w 1975 do klasztoru w Lubaszowej k. Tuchowa, gdzie znajduje się do czasów obecnych.
W latach 60. do klasztoru w Braniewie został skierowany Tadeusz Rydzyk, ażeby tu mógł przygotować się do matury.

### Kaplica Adoracyjna

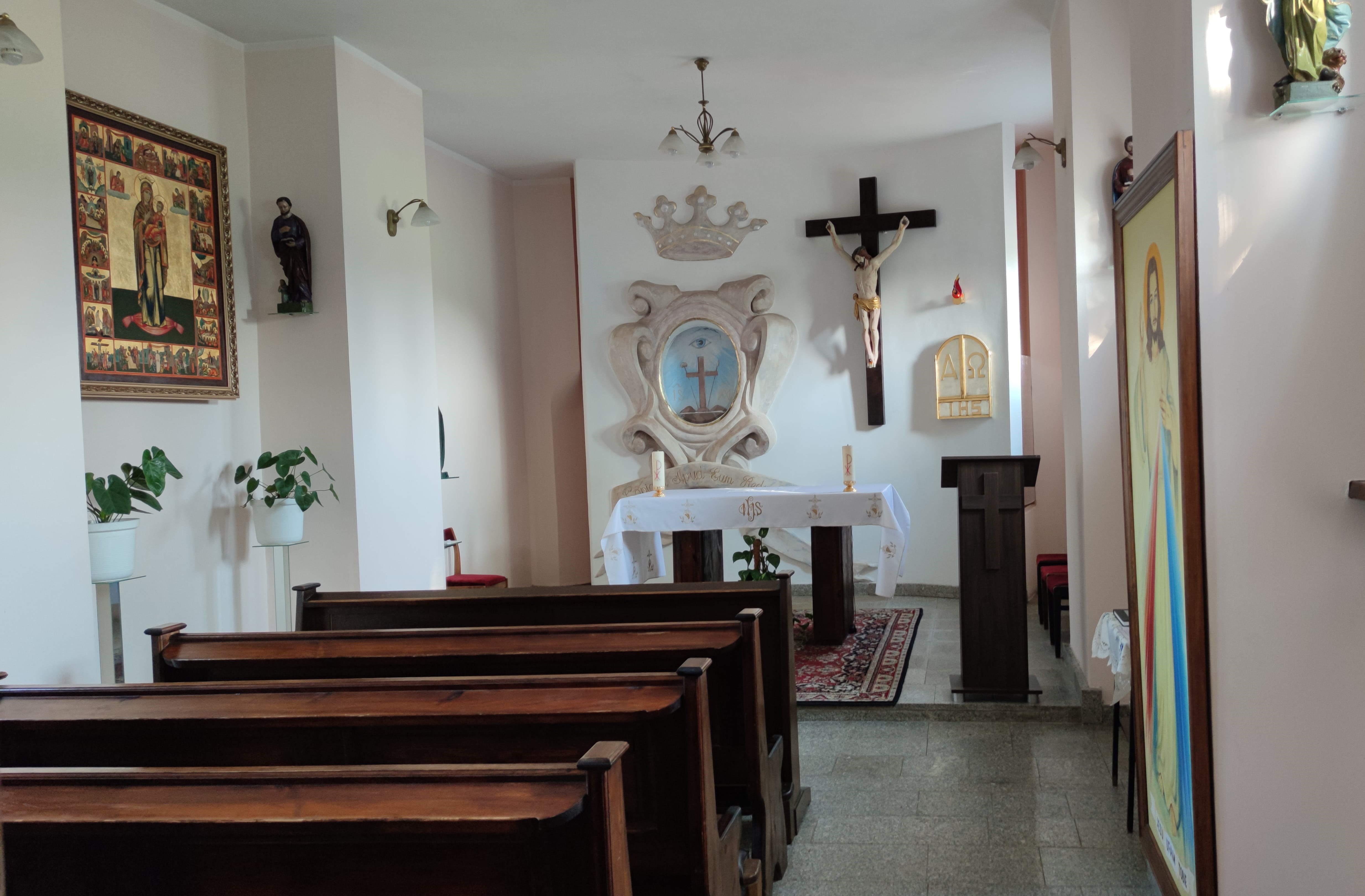
Kaplica Adoracyjna

Początkowo kaplica zakonna. W 1998 przeprowadzony został gruntowny remont kaplicy wraz z instalacją nowego ołtarza i nowych ławek. Wykonano remont kaplicy, który miał na celu przystosowanie jej do nowej funkcji – wieczystej adoracji Najświętszego Sakramentu. W tym celu w ścianie prezbiterium kaplicy wykonano niszę na monstrancję, zabezpieczoną szybą pancerną, która ma chronić Najświętszy Sakrament przed możliwością dokonania profanacji. 27 lutego 2006 roku rozpoczęły się comiesięczne całodobowe adoracje Najświętszego Sakramentu w kaplicy. Przez wiele następnych lat modlitwy adoracyjne ograniczały się tylko do czuwań nocnych, odbywających się w każdą trzecią środę miesiąca. Od roku 2015, z inicjatywy proboszcza o. Jana Kwietnia, reaktywowano całodobowe adoracje Najświętszego Sakramentu. Aktualnie (2024) Kaplica Adoracyjna jest otwarta dla wiernych przez cały rok o każdej porze dnia i nocy.

### Ogród ze stacjami drogi krzyżowej

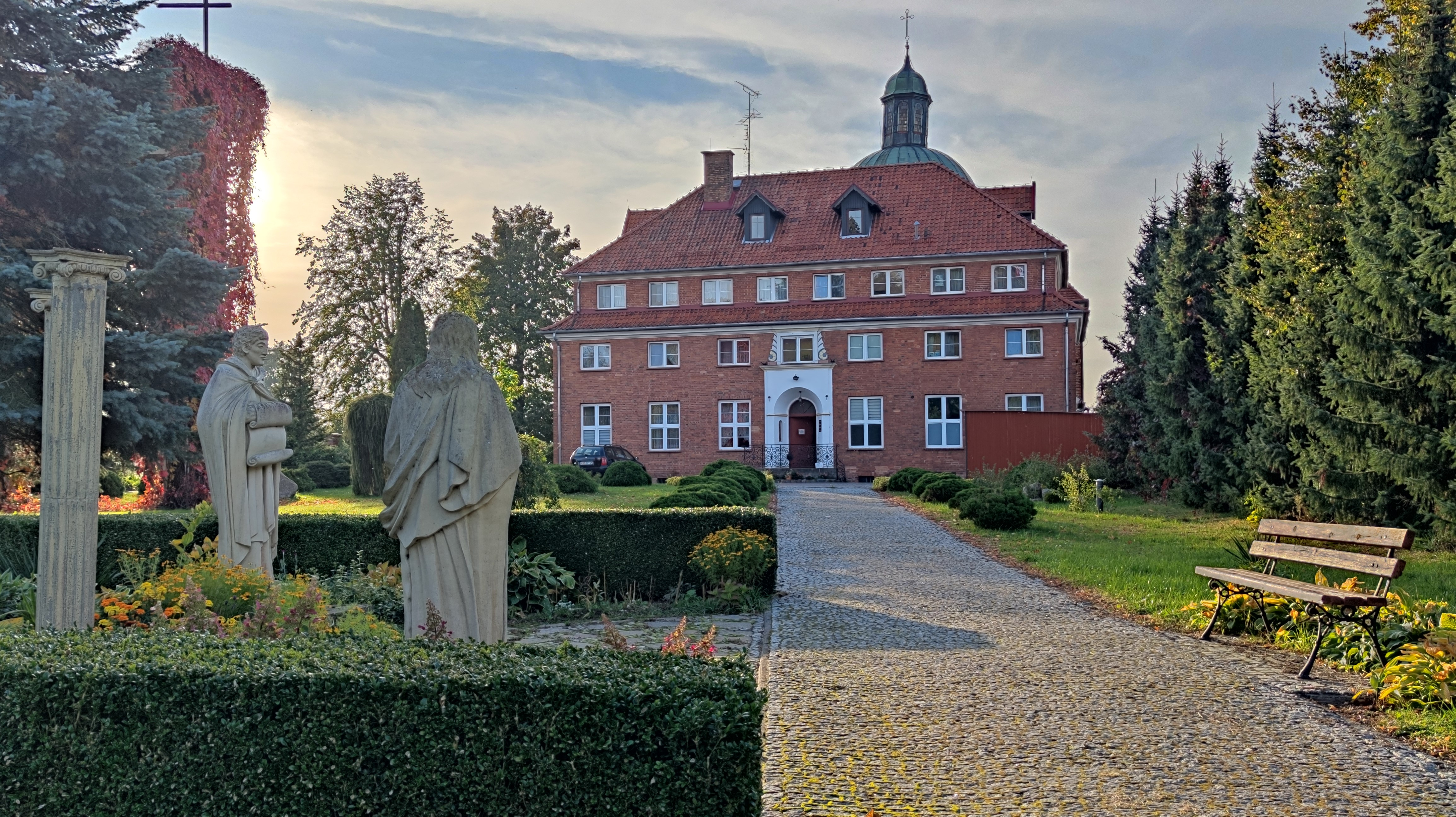
Ogród ze stacjami drogi krzyżowej

W dniu odpustu parafialnego w Święto Podwyższenia krzyża w 1999 roku biskup Julian Wojtkowski poświęcił wykonaną drogę krzyżową w klasztornym ogrodzie. Wówczas to w miejscu kolejnych stacji Męki Pańskiej ustawione były drewniane krzyże. W kolejnych latach poszczególne stacje sukcesywnie wymieniane były na trwałe rzeźby. Kolejnym etapem prac była budowa w ogrodzie alejek prowadzących przez wszystkie stacje drogi krzyżowej. Wraz z wykonaniem alejek rozpoczęto w 2005 roku rewitalizację ogrodu, polegającą na wykonaniu nasadzeń roślinnych według projektu mieszkanki Braniewa Anny Andrearczyk. Odpowiedni dobór roślinności dla każdej stacji drogi krzyżowej miał wydobywać odpowiednią symbolikę miejsca.
Przy sprzyjających warunkach pogodowych piątkowe nabożeństwa drogi krzyżowej są przeprowadzane w tym ogrodzie.

### Dzwonnica

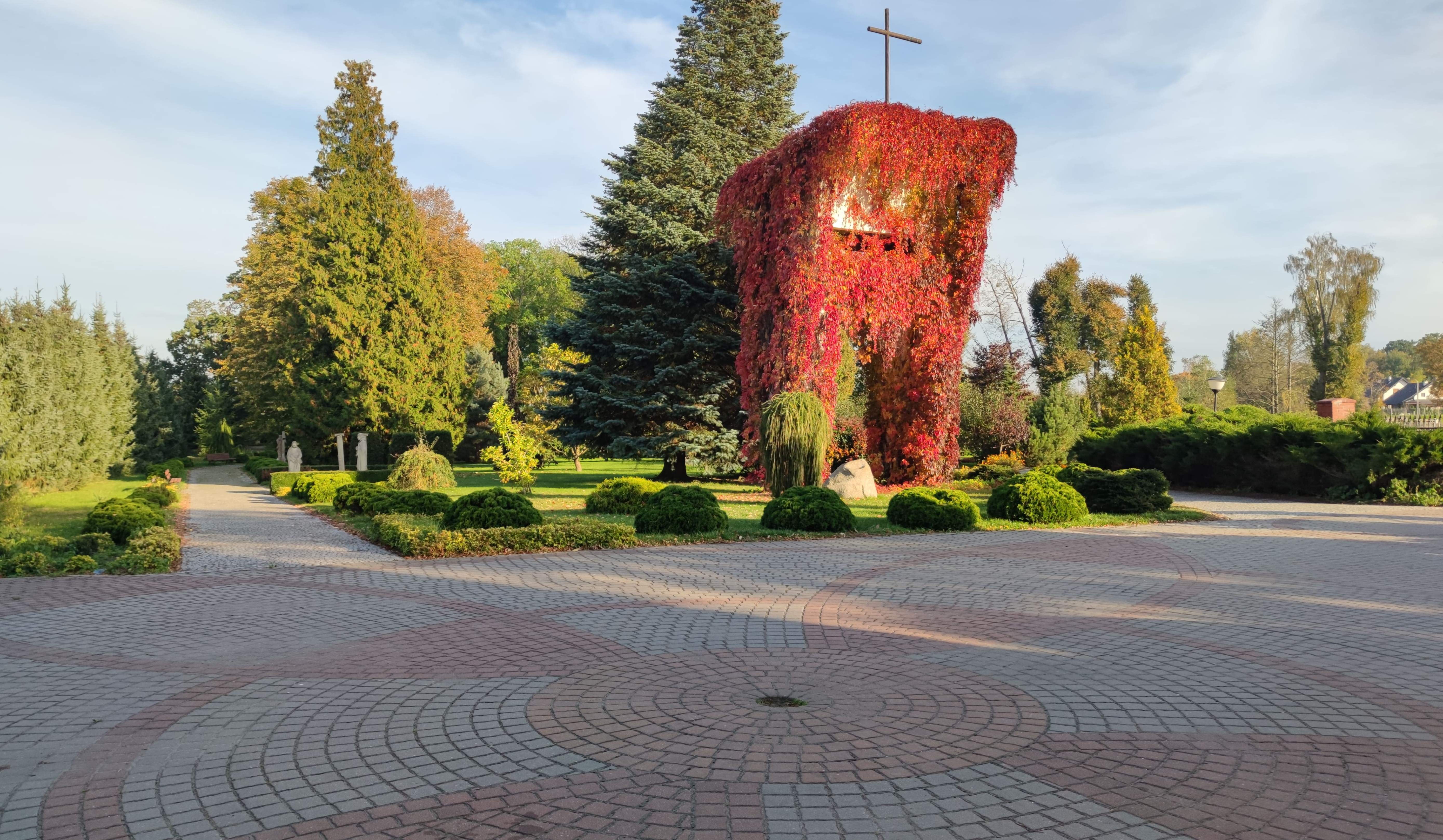
Wolnostojąca dzwonnica

W 1954 roku sprowadzono do klasztoru 3 dzwony. Miały stanowić one wotum parafian z Braniewa i okolic dla Najświętszej Maryi Panny w proklamowanym przez papieża Piusa XII Roku Maryjnym. Były one dedykowane: najmniejszy – św. Józefowi, średni – św. Klemensowi, a największy otrzymał nazwę „Niepokalana”. Po wybudowaniu w przyklasztornym ogrodzie drewnianej wieży zostały one na niej zawieszone i uroczyście poświęcone w niedzielę 17 października tegoż roku. W 1971 roku drewnianą dzwonnicę w ogrodzie zastąpiono solidną żelbetową konstrukcją. Nowa dzwonnica została poświęcona przez biskupa ordynariusza Jana Obłąka podczas odpustu Trójcy Świętej 28 maja 1972 roku. W 1986 roku dzwonnicę wyposażono w silnik elektryczny, umożliwiający zdalne, a później automatyczne uruchamianie klasztornych dzwonów.

### Święty Jan Nepomucen

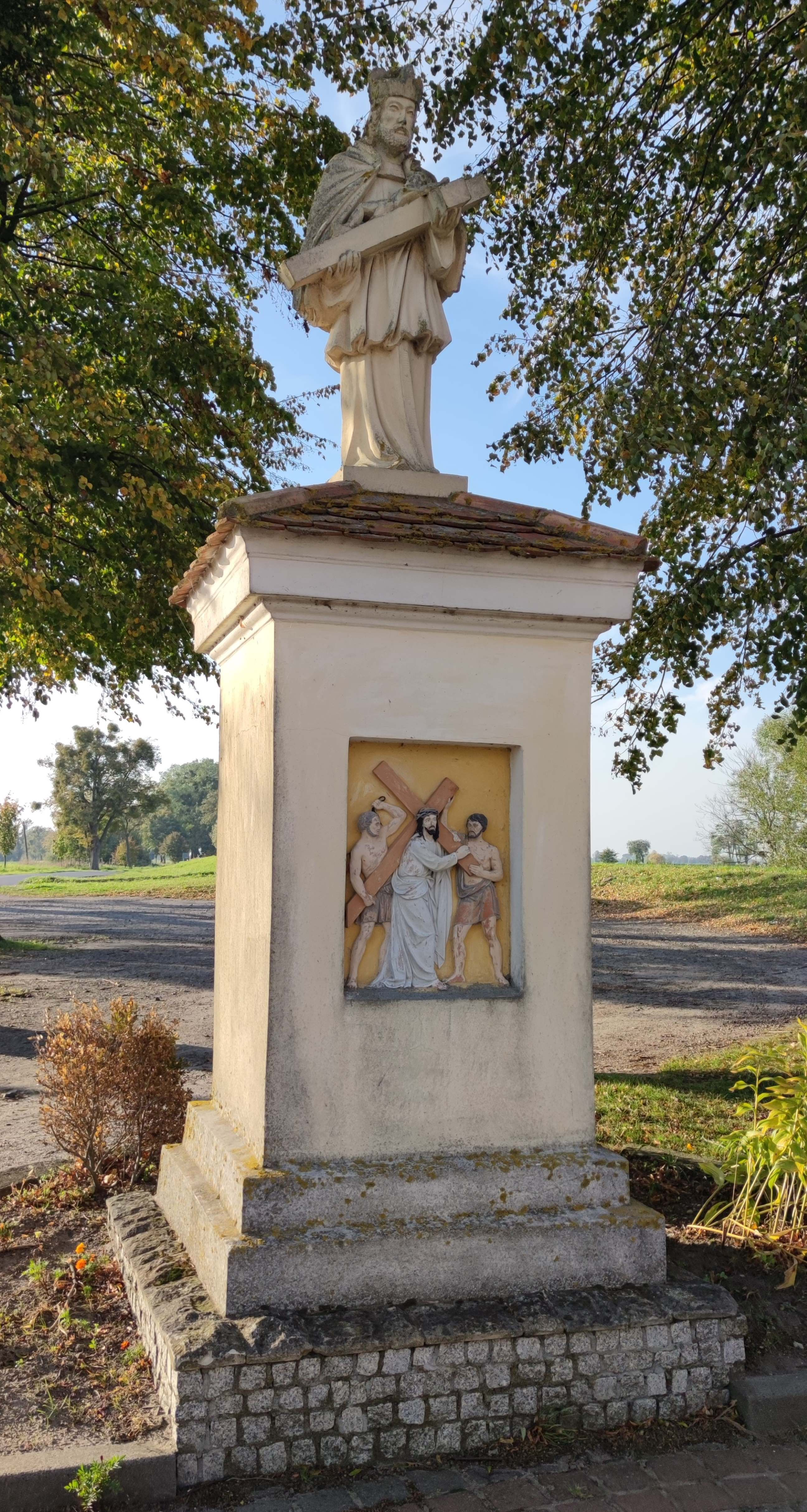
św. Jan Nepomucen

Gdy dwie kolejne drewniane świątynie w tym miejscu – kaplicę i kościółek – strawiły pożary, w 1731 roku wzniesiony została tu obecna, solidna murowana z cegły konstrukcja kościoła. 2 września 1731 ta świątynia została poświęcona przez sufragana warmińskiego biskupa Michała Remigiusza Łaszewskiego pod wezwaniem Krzyża Świętego i św. Jana Nepomucena – czeskiego duchownego, męczennika i nowego świętego Kościoła katolickiego, kanonizowanego w 1729 roku przez papieża Benedykta XIII. Ówczesna podwójność wezwania była świadectwem zgodnej z polityką zakonu dążności do łączenia tradycji ze współczesnością. Wcześniej stojące na tym miejscu drewniana kaplica i kościół nosiły tylko wezwanie św. Krzyża, co było zgodne z treścią cudownego obrazu (Tron Łaski), jak i z praktykowanym przez jezuitów chrystocentryzmem. 19 marca 1729 został kanonizowany Jan z Nepomuk, a gorliwymi krzewicielami jego kultu byli właśnie jezuici. Na skutek ich zabiegów powstały figury tego świętego w wielu warmińskich miastach, wsiach i osadach. W tym kontekście nie zaskakiwało, że nowo wzniesionej przez swój zakon świątyni nadali również wezwanie Jana Nepomucena. Jednak tylko wezwanie św. Krzyża przetrwało do czasów współczesnych, podczas gdy drugi tytuł dawno już uległ zapomnieniu. Niewykluczone, że spowodowane to było kasatą zakonu jezuitów w 1780 roku.
Pamiątką po działalności jezuitów jest stojący przy drodze obok świątyni, naprzeciwko wejścia do niej, pomnik jej drugiego patrona. Kamienny, pobielony pomnik św. Jana Nepomucena, znajduje się na cokole nakrytym dachówką o podstawie kwadratu. Święty Jan przedstawiony w postawie stojącej, trzyma w dłoniach, przy piersi, pochylony na lewe ramię znacznych rozmiarów krucyfiks. Nepomucen ubrany jest w sutannę, komżę, pelerynę, na głowie ma biret z wysokimi płatkami. Pomnik ten został odnowiony po wybudowaniu klasztoru przez niemieckich redemptorystów w 1925 roku. Dodatkowy asumpt stanowiły przypadające w tym roku uroczystości 300-lecia namalowania cudownego obrazu „Tron Łaski”. Sam pomnik wzbogacono wówczas dodatkowo płaskorzeźbami przedstawiającymi sceny z Męki Pańskiej.

### Gospodarstwo rolne
Prowadzenie własnych gospodarstw rolnych stanowiło od wieków podstawę zabezpieczenia bytu większości wspólnot zakonnych. Nie inaczej było w przypadku braniewskiej wspólnoty redemptorystów. Już w 1946 o. Sochacki i brat Zygadło obsiali rolę należącą do klasztoru i zaczęli porządkować przyklasztorny ogród. Na polach klasztoru zasiano m.in. 500 kg jęczmienia, 5 kg prosa i zasadzono 100 kg ziemniaków. Pierwszego konia do gospodarstwa klasztornego podarowała jedna z rodzin z Klejnowa. Wkrótce o. Sochacki zakupił klacz wraz z uprzężą i wozem. Zakonnicy myśleli o zapewnieniu wyżywienia nowo przybywającym zakonnikom i adeptom, gdyż klasztor miał się stać siedzibą nowicjatu polskich redemptorystów. Rok 1947 przyniósł obfite plony, które z trudem mogła pomieścić nowo wybudowana stodoła. Inwentarz żywy stale się powiększał i liczył już 4 konie, 3 krowy, 4 cielaki, 2 barany, 3 świnie, 22 króliki i 25 kur. W prace w gospodarstwie rolnym angażowani byli również bracia z nowicjatu, poza nauką i modlitwą, brali oni udział w pracach na roli oraz w doglądaniu inwentarza. W 1984 redemptoryści ostatecznie zrezygnowali z hodowli trzody chlewnej. Utrzymywanie dużych zwierząt gospodarczych było bardzo pracochłonne i przy tym coraz mniej opłacalne, zwłaszcza odkąd braniewski klasztor przestał być siedzibą nowicjatu. W miejsce zlikwidowanego inwentarza o. Ozga założył hodowlę królików pozyskanych od rodziny z Józefowa.
W 2002 roku przystąpiono do likwidacji gospodarstwa położonego w ogrodzie.

### Pożar klasztoru w 2024 roku

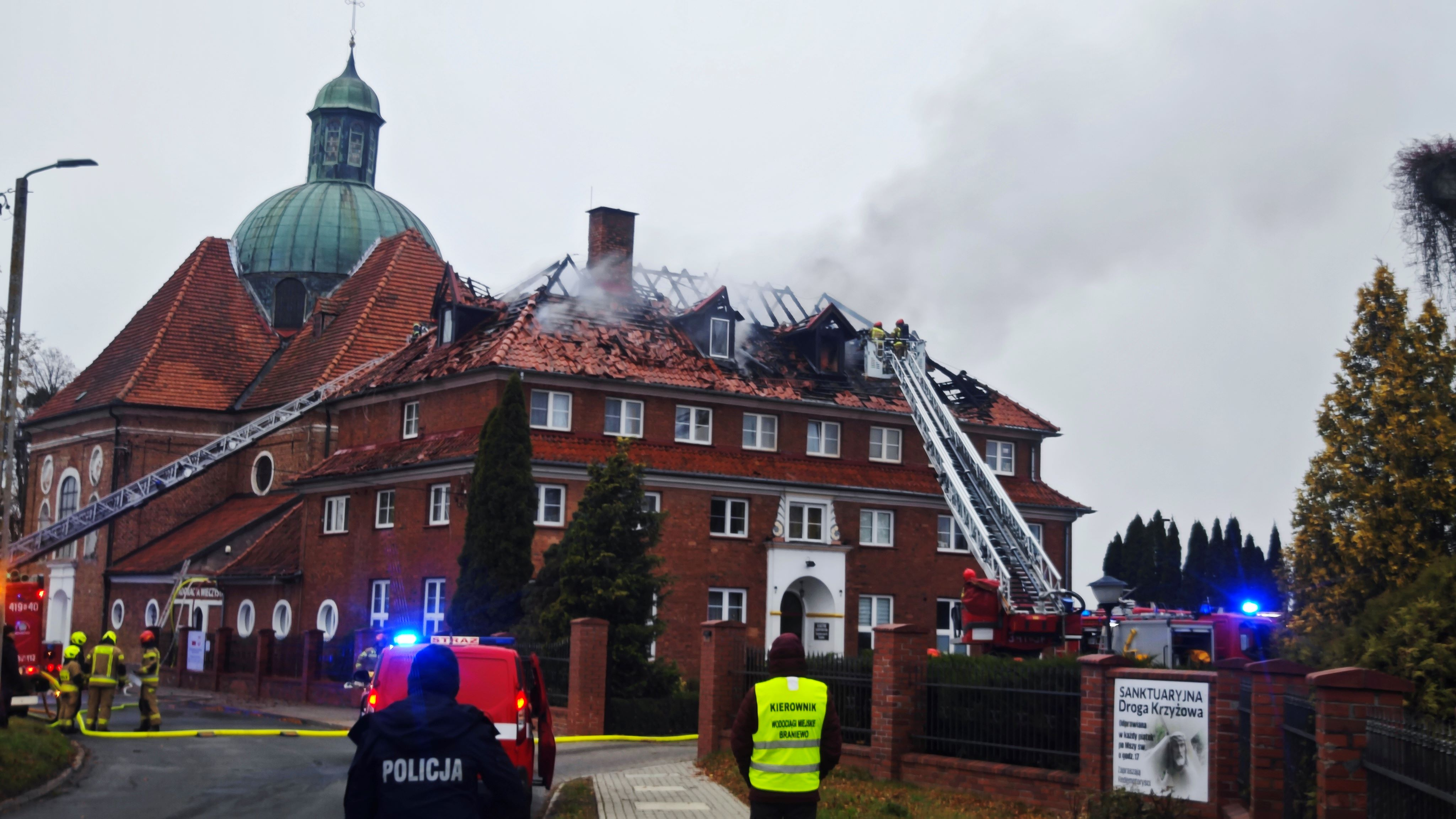
Pożar klasztoru, 9.11.2024

9 listopada 2024 o godz. 6.19 Powiatowa Straż Pożarna w Braniewie przyjęła zgłoszenie o wybuchu pożaru w budynku klasztoru. Gdy straż pożarna przybyła na miejsce, pożar był w fazie rozwiniętej i obejmował dach i poddasze klasztoru. Pięciu ojców zakonnych zostało ewakuowanych z budynku, nikt nie odniósł obrażeń. Spaleniu uległo 500 metrów kwadratowych dachu, który częściowo się zawalił. Połączony z klasztorem zabytkowy kościół św. Krzyża nie ucierpał w pożarze. Straty zostały wstępnie oszacowane na ok. 1 milion złotych. W akcji ratowniczej brało udział około 50 strażaków, zaangażowanych było 14 pojazdów strażackich, w tym dwie autodrabiny.

### Przełożeni klasztoru od 1946 roku[27]
1. O. Józef Sochacki 1946–1948
2. O. Jan Igielski 1948–1954
3. O. Konstanty Franczyk 1954–1956
4. O. Stanisław Szczurek 1956–1957
5. O. Alfons Ziober 1957–1962
6. O. Eugeniusz Moczulski 1962–1965
7. O. Alfons Mazur 1965–1969
8. O. Henryk Klimaj 1969–1975
9. O. Leon Dziemecki 1975–1984
10. O. Stanisław Nowak 1984–1987
11. O. Tadeusz Kaszowski 1987–1990
12. O. Franciszek Włodyka 1990–1996
13. O. Henryk Kowalski 1996–2002
14. O. Ludwik Obal 2002–2008
15. O. Stanisław Demski 2008–2009
16. O. Jan Kwiecień 2009–2015
17. O. Grzegorz Lachowicz od 2015

## Galeria zdjęć

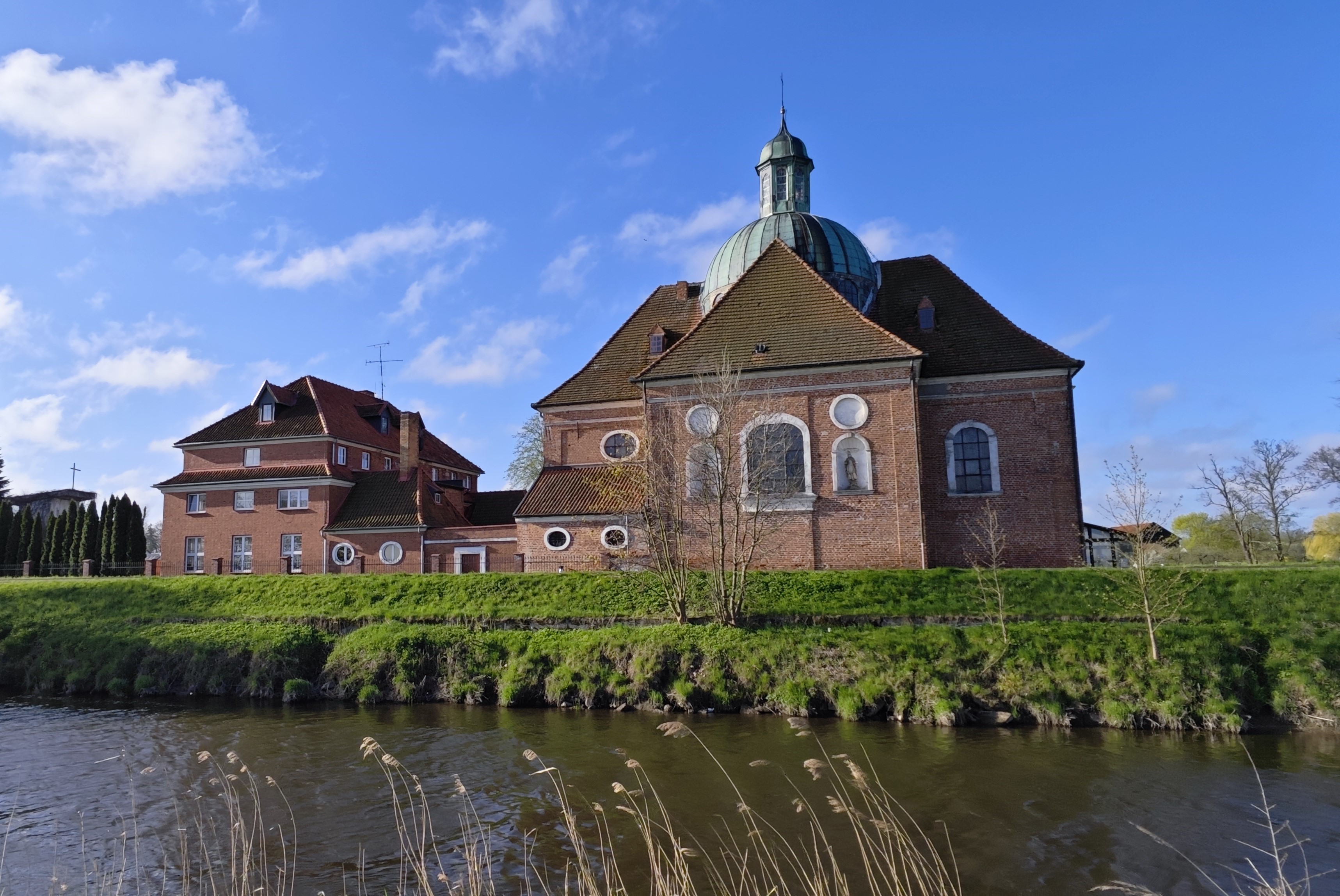
Widok zza Pasłęki
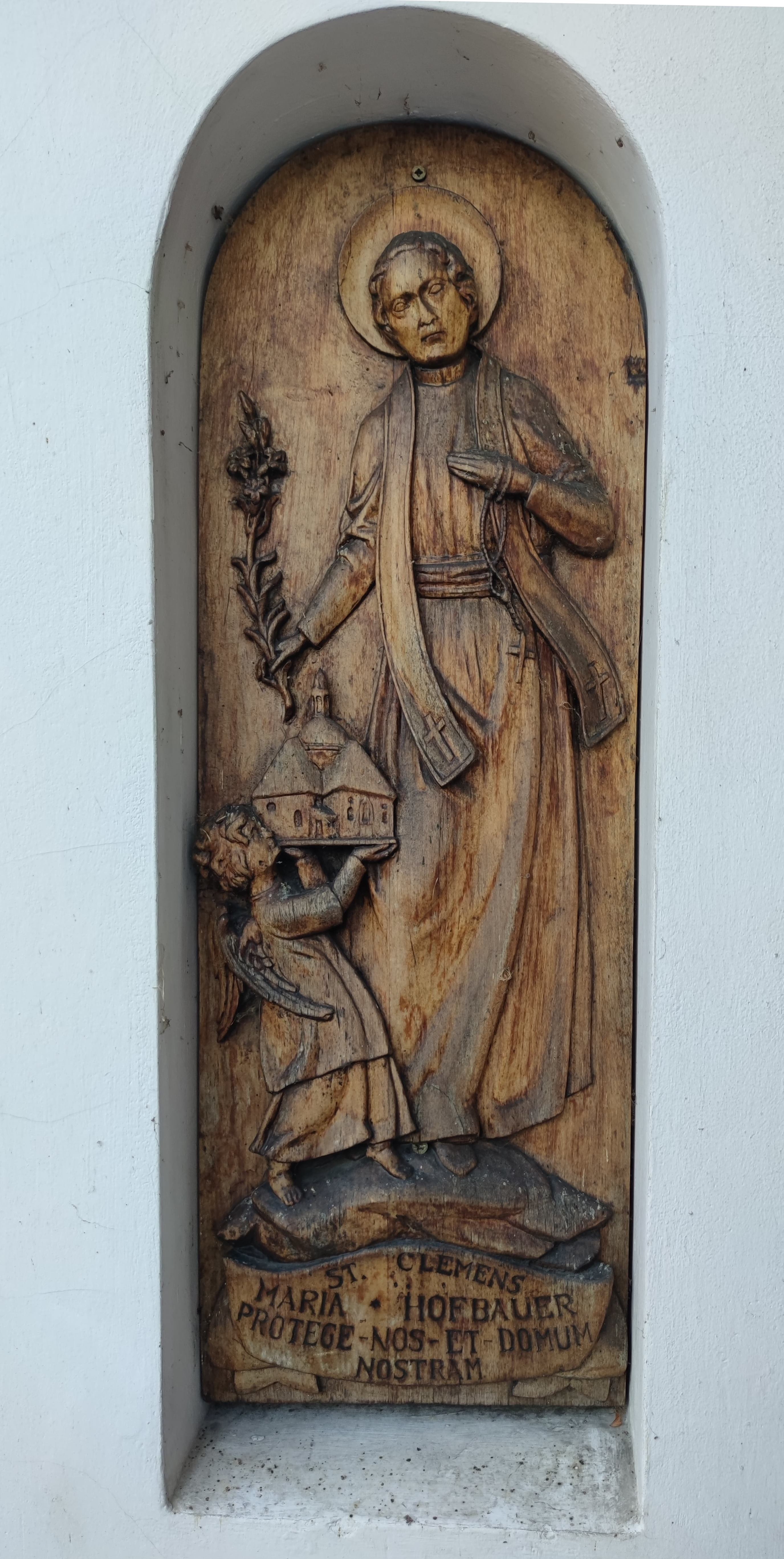
św. Klemens, patron
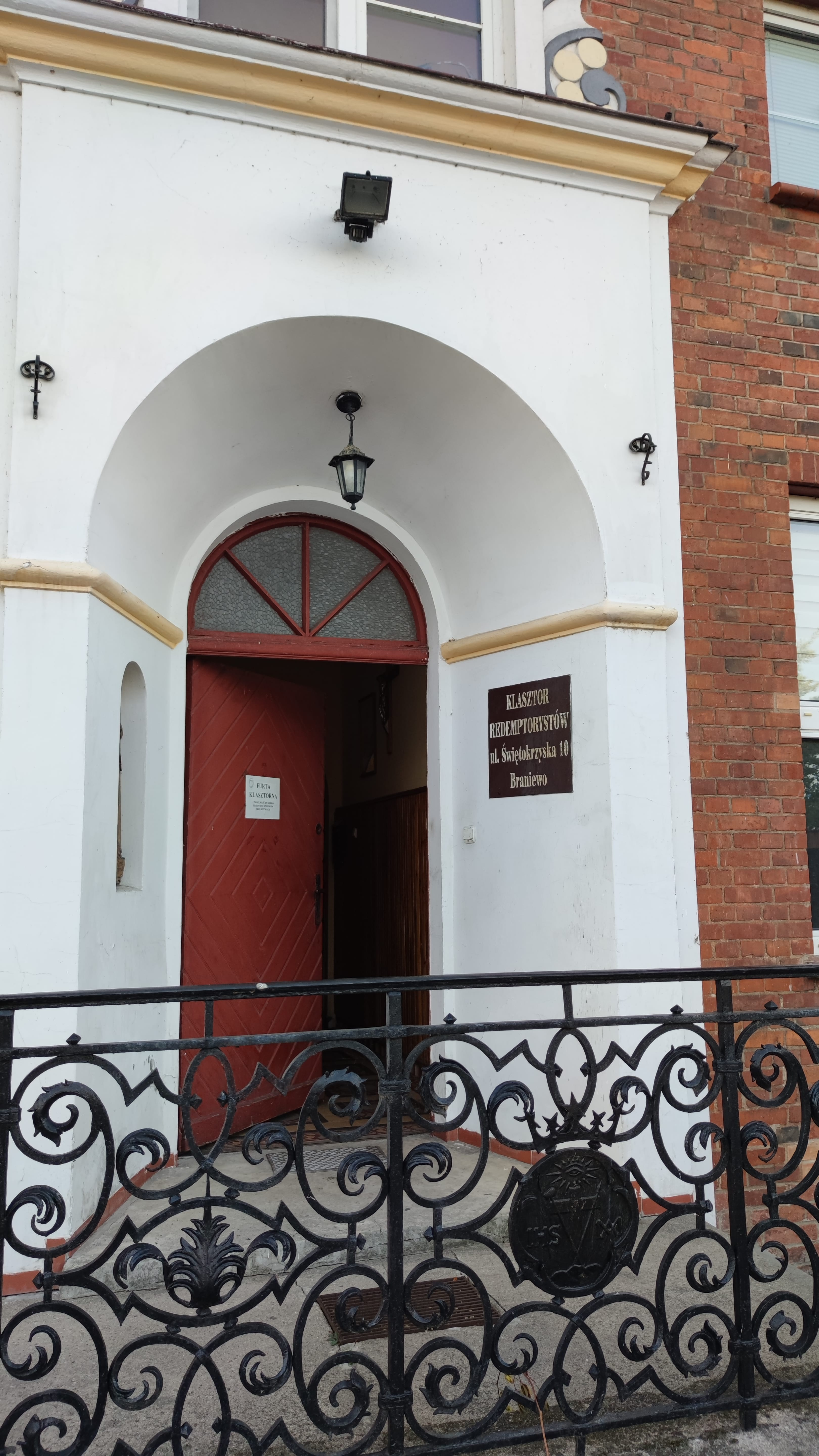
Furta klasztorna
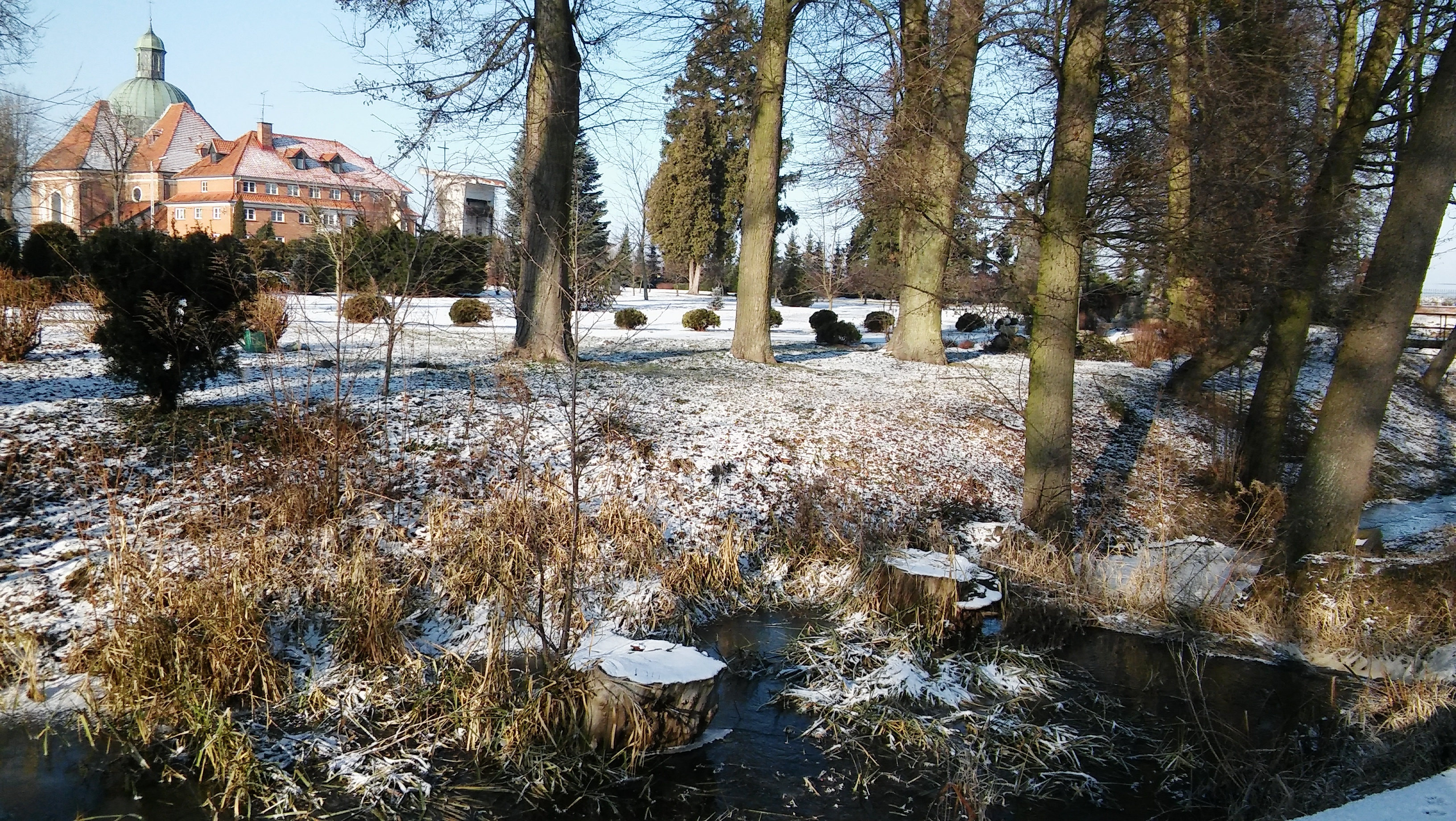
Czerwony Rów przepływający przez park przyklasztorny
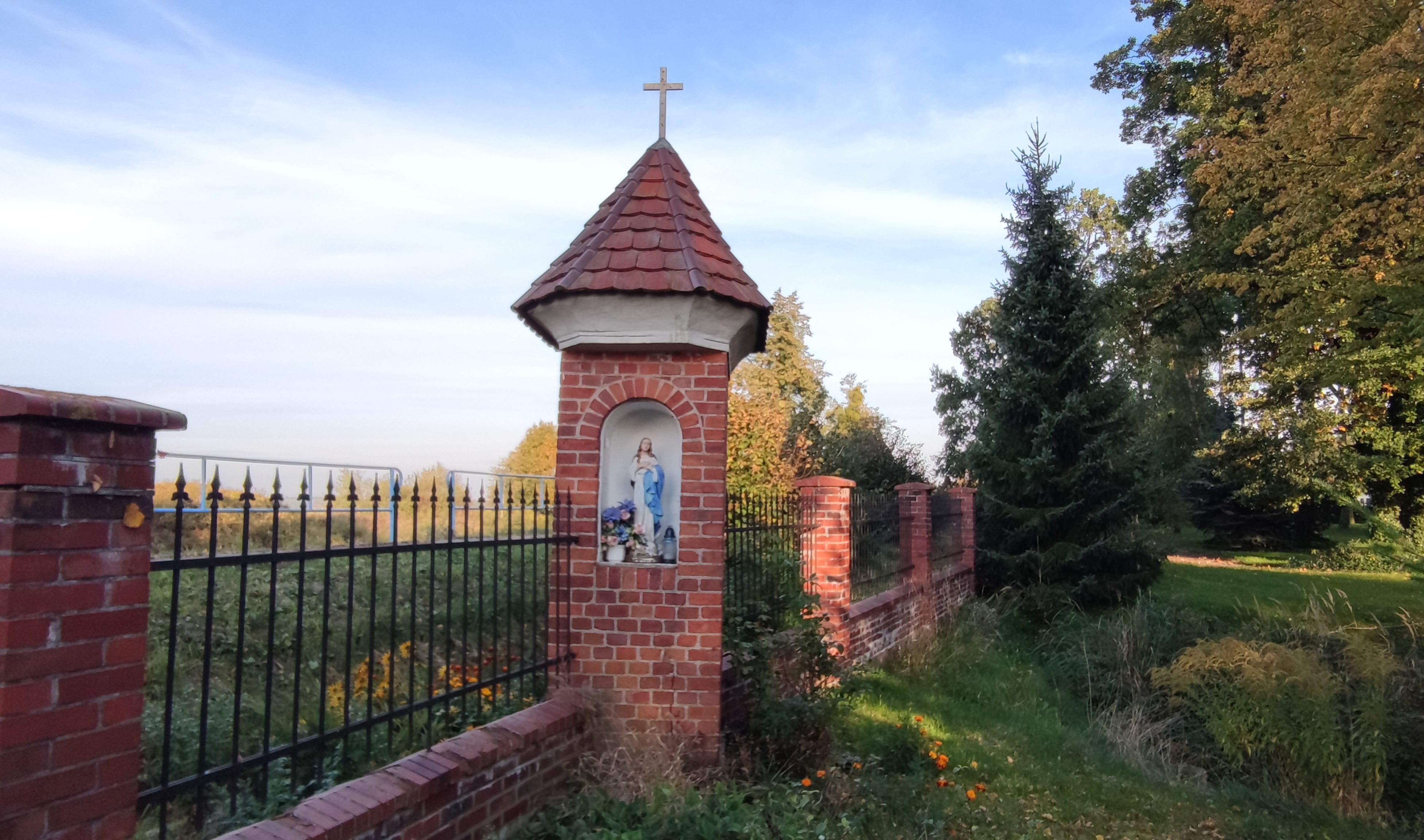
Ogrodzenie klasztoru z kapliczką NMP
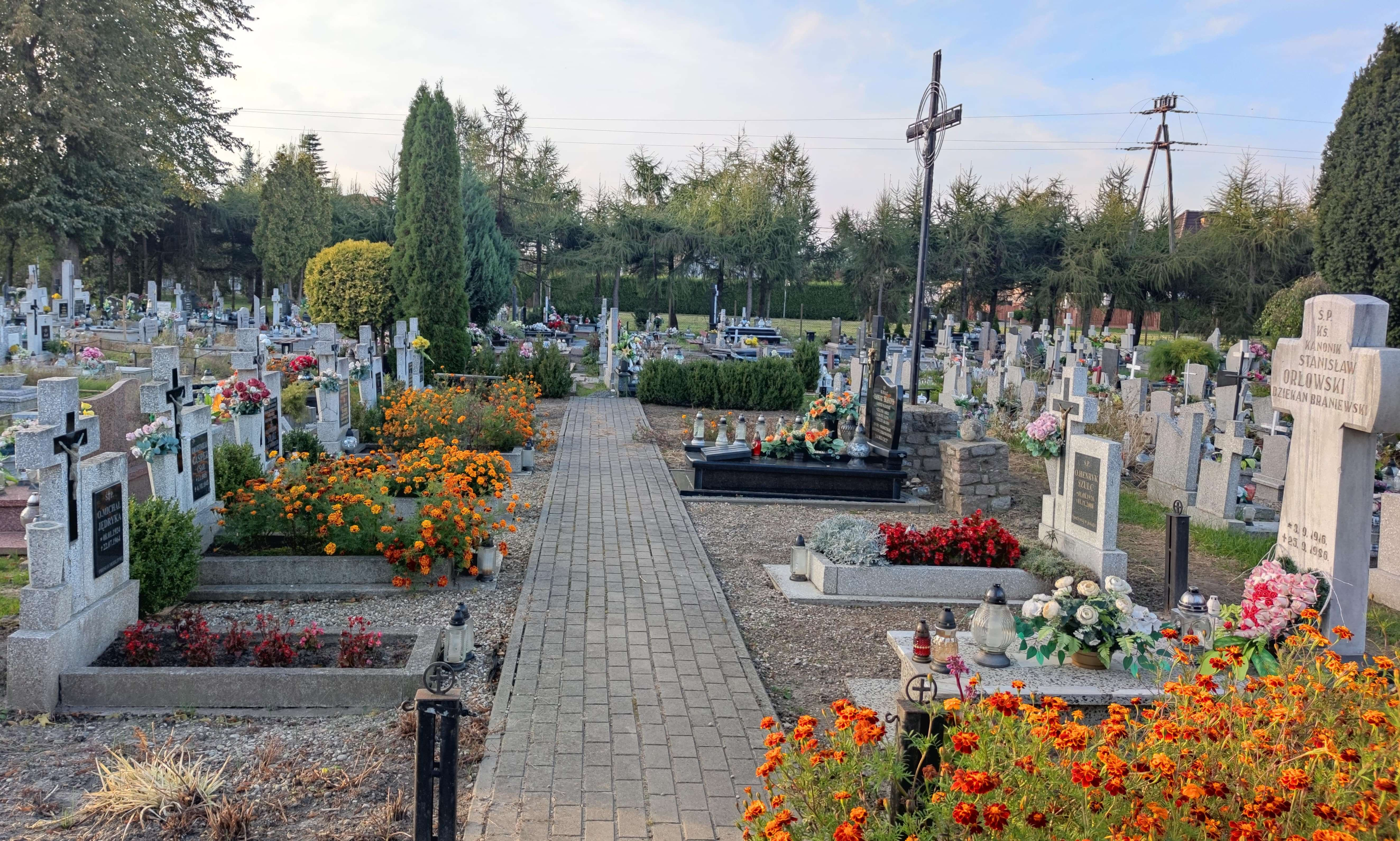
Groby zakonników na cmentarzu przy ul. Morskiej

## Patron klasztoru
Klasztor został dedykowany pochodzącemu z Moraw św. Klemensowi Marii Hofbauerowi, pierwszemu redemptoryście, który przybył na ziemie polskie.